# Ede Reményi

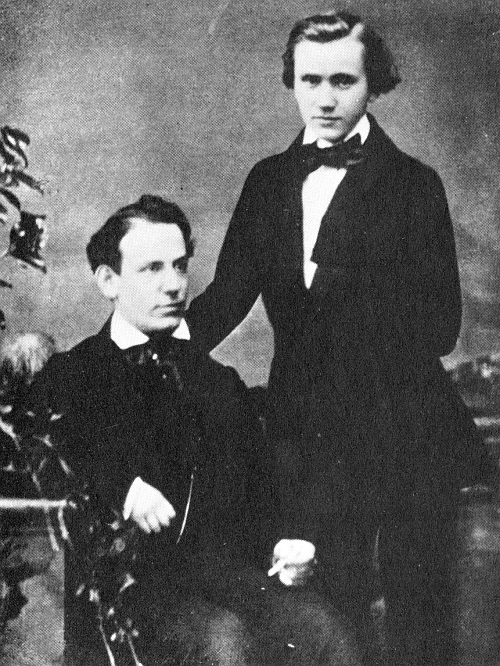
Ede Reményi (sittande) och till höger den tyske kompositören Johannes Brahms.

Ede Reményi eller Eduard Remenyi, ursprungligen Eduard Hoffmann, född den 17 januari 1828 i Miskolc i Ungern, död den 15 maj 1898 i New York, var en ungersk violinist.
Reményi var 1840–1845 elev vid konservatoriet i Wien. Han var under ungerska frihetskriget adjutant hos Görgey och var därefter tvungen att gå i landsflykt. Reményi reste 1849–1850 till Förenta Staterna. Han studerade 1853 hos Liszt i Weimar och begav sig därefter till London, där han 1854 anställdes som soloviolinist hos drottning Viktoria.
Han erhöll amnesti 1860 och återvände till Ungern. Reményi utnämndes snart därefter till solist hos kejsar Frans Josef. Under 1870-talet var han bosatt i Paris, sedan åter i London och mot slutet av sitt liv i Förenta Staterna. I Europas konstnärer avges följande omdöme: "Reményi anses vara en af samtidens egendomligaste violinmästare, i besittning af på en gång sin tids mest virtuosmessiga teknik och hela den eldiga, obändiga och djupt gripande inre kraften hos den ungerska folkmusiken. Han eger fingrar af stål, en ton af majestätisk styrka och bredd, en stråke mäktig att tolka de mest olikartade nyansskiftningar, från det mjukt veka till det mäktigt storslagna, och dertill ett lika originelt som fängslande temperament i sitt föredrag. Ofta följer han sin ingifvelses nycker och improviserar inför publiken, fast med en så glänsande färdighet, att auditoriet icke märker, att det är improvisation."

## Fotnoter
1. ↑  Reményi, E. i J. Leonard Höijer, Musik-Lexikon (1864)
2. ↑  Reményi, Edvard i Arvid Ahnfelt, Europas konstnärer (1887)